# Myrmecoclytus natalensis
Myrmecoclytus natalensis är en skalbaggsart som beskrevs av Hunt och Stefan von Breuning 1957. Myrmecoclytus natalensis ingår i släktet Myrmecoclytus och familjen långhorningar. Inga underarter finns listade i Catalogue of Life.